# Brigada Central (serie de televisión)
Brigada Central es una serie de televisión de 26 episodios dirigida por Pedro Masó y escrita por el escritor de novela negra Juan Madrid. Tuvo dos temporadas: la primera, de 14 episodios, se emitió entre el 3 de noviembre de 1989 y el 2 de febrero de 1990. La segunda, titulada Brigada central 2: La guerra blanca, con doce episodios, estuvo en antena entre el 4 de octubre y el 7 de diciembre de 1992.

## Argumento
Serie dedicada a los policías de élite que son seleccionados para integrar el grupo especial de la Brigada Central, adscrita a la Dirección General de la Seguridad del Estado, para investigaciones de alto nivel, como el crimen organizado, delincuencia internacional, narcotráfico o asesinatos en masa.
Junto a la labor profesional de sus componentes, se acompaña un aspecto psicológico y personal de los mismos, en especial del jefe del grupo, un comisario de etnia gitana, apellidado Manuel Flores e interpretado por Imanol Arias, verdadero protagonista individual de la serie. Junto a él trabajan el honesto y sobrio Comisario Poveda, el violento agente Marchena, el sofisticado Lucas y el borrachín Pacheco. Algunos hechos narrados son reales. 
En la segunda temporada Flores trabaja como representante de la policía española en el llamado grupo CETIS, un grupo creado en el ámbito europeo para la lucha contra el narcotráfico. En su tareas está asistido por el policía francés Stan Krazwinovicz.

## Reparto

### Primera temporada
- Imanol Arias (Inspector Jefe Manuel Flores).
- José Manuel Cervino (Comisario Poveda).
- Patxi Andión (Marchena)
- José Coronado (Lucas).
- Isabel Serrano (Carmela).
- Assumpta Serna (Julia).
- Ana Duato (Virginia).
- Arturo Querejeta (Pacheco)
- Pedro Civera (Ventura)
- Enrique Simón (Loren)
- Féodor Atkine (Sousa)
- Fernando Guillén (Garrigues)
- Fernando Hilbeck (Prada)
- Juan Calot (Muriel)
- Pedro Díez del Corral (Solana)
- Rafael Álvarez "El Brujo" (Zacarías Jorowisch)
- Eusebio Lázaro (Joaquín)
- Fernando Delgado
- José María Rodero (Rogelio Flores)
- José Vivó
- Nancho Novo
- Rosario Flores (Irene)
- María Luisa Ponte
- María José Goyanes
- Silvia Clares Valiente (Pili/Pilar) hija Manuel Flores.

### Segunda temporada
- Margarita Rosa de Francisco (Marina Valdés)
- Imanol Arias (Comisario Manuel Flores)
- José Manuel Cervino (Comisario Poveda)
- Ruddy Rodríguez (Claudia)
- Roland Giraud (Stan)
- Gustavo Angarita (Hipólito Valdés)
- Sophie Carle (Marina)
- Paul Guers (Schneider)
- Féodor Atkine (Souza)
- Zakariya Gouram (Laurence)
- Olivier Marchal (Bebert)
- Serge Ubrette (Martial)
- Silvia Clares Valiente (Pili/Pilar) hija Manuel Flores.

## Ficha técnica
- Dirección, guion y producción: Pedro Masó.
- Guion: Juan Madrid
- Producción: Isidro Requena
- Fotografía: Alejandro Ulloa
- Música: Antón García Abril.

## Listado de episodios

### Primera Temporada (1989-1990)
- Capítulo 1: "Flores El Gitano"
- Capítulo 2: "Sólo para los amigos"
- Capítulo 3: "Vistas al mar"
- Capítulo 4: "Último modelo"
- Capítulo 5: "Pies de plomo"
- Capítulo 6: "Asuntos de rutina"
- Capítulo 7: "Noche sin fin"
- Capítulo 8: "El ángel de la muerte"
- Capítulo 9: "El cebo"
- Capítulo 10: "Antigüedades"
- Capítulo 11: "Desde el pasado"
- Capítulo 12: "La dama de las camelias"
- Capítulo 13: "El hombre del reloj"
- Capítulo 14: "Turno de noche"

### Segunda Temporada (1992)
- Capítulo 1: "Érase una vez dos polis"
- Capítulo 2: "La sospecha"
- Capítulo 3: "La trampa"
- Capítulo 4: "El encuentro"
- Capítulo 5: "Cita en Medellín"
- Capítulo 6: "La fiesta"
- Capítulo 7: "La caza del hombre"
- Capítulo 8: "La huida"
- Capítulo 9: "Bingo"
- Capítulo 10: "El banquero"
- Capítulo 11: "Los capos no mueren"
- Capítulo 12: "Los herederos"

## Premios
- TP de Oro (1990):
  - Imanol Arias (Mejor Actor).
  - Mejor Serie Nacional.

- TP de Oro (1991):
  - Imanol Arias (Mejor Actor).
  - Mejor Serie Nacional.
  - Nominaciones a José Coronado como Mejor Actor y Assumpta Serna como Mejor Actriz.

- Fotogramas de Plata (1989): Imanol Arias nominado como Mejor intérprete de televisión.

- Fotogramas de Plata (1992): Imanol Arias nominado como Mejor intérprete de televisión.

- Premios de la Unión de Actores (1992): Imanol Arias nominado como Mejor actor protagonista (TV)

## Curiosidades
- Imanol Arias rechazó en un primer momento protagonizar la serie pese a augurarle un gran éxito, afirmando que prefería hacer teatro en Argentina.[1]

- La segunda temporada se filmó en más de doce países distintos, entre los cuales figuran Francia (París), Bélgica (Bruselas y Amberes), Alemania (Stuttgart, Baden-Baden y Fráncfort), Colombia (Bogotá y Medellín), Venezuela (Caracas) y la isla de Martinica y costó el doble que la primera temporada (1.500 millones de pesetas frente a los 756 millones).

- La serie tuvo que hacer frente a grandes dosis de censura, ya que incluso se llegó a instaurar la presencia de un inspector de policía en el plató con derecho a vetar lo que considerase oportuno.[2]